# Bizarro (personaje)
Bizarro es un supervillano/antihéroe que aparece en los cómics estadounidenses publicados por DC Comics. El personaje fue creado por el escritor Otto Binder y el artista George Papp como una "imagen especular" de Superman, y apareció por primera vez en Superboy #68 (1958). Debutando en la Edad de Plata de los cómics (1956 - c. 1970), el personaje a menudo ha sido retratado como un antagonista de Superman, aunque en ocasiones también asume un papel de antihéroe.
Además de aparecer en las publicaciones de la compañía, también ha aparecido en medios adaptados y productos vinculados, como series de televisión animadas y de acción en vivo, tarjetas de intercambio, juguetes y videojuegos.

## Historia de publicación
El Bizarro original apareció por primera vez cuando Superboy fue expuesto a un "rayo duplicador". Esta versión hizo múltiples apariciones en Action Comics; Superman; Jimmy Olsen, Superman's Pal; Lois Lane, Superman's Girlfriend; Adventure Comics; Secret Society of Super-Villains y DC Comics Presents, entre 1959 y 1984, antes del reinicio ocasionado por la serie limitada Crisis en las tierras infinitas.
El nombre Bizarro deriva de la palabra inglesa bizarre que significa extraño o raro y no se relaciona con el significado tradicional en español, donde la palabra bizarro se usa como adjetivo para describir a alguien o algo que tiene porte, gallardía o está muy bien plantado.
En 1986, se volvió a presentar a Bizarro en el número 5 de la serie limitada El hombre de acero. Otra versión apareció en 2006, en Emperador Joker, historia que transcurrió en Superman N.º 160-161, Adventures of Superman N.º 582-583, Superman: Man of Steel N.º 104-105, Action Comics N.º 769-770 y Superman: Emperor Joker N.º 1.

## Biografía

### Pre-Crisis

#### Ejército Bizarro del General Zod
El general Dru-Zod originalmente había creado duplicados extraños de sí mismo para dominar el planeta Krypton. Los bizarros no tenían poder porque no estaban bajo un sol amarillo, pero eran soldados listos para matar y morir sin vacilación. Esta fue la razón por la que Zod fue desterrado a la Zona Fantasma durante 25 ciclos solares de Krypton.

#### Bizarro-Superboy
Unos 12 años más tarde, totalmente ajeno a estos hechos, un científico en la Tierra está demostrando su "rayo de duplicación" recién inventado a Superboy, y un accidente hace que el rayo duplique al superhéroe. La copia, etiquetada rápidamente como "Bizarro", es una imitación defectuosa, ya que posee una piel blanca calcárea y un comportamiento errático infantil. Rechazado por la gente de Smallville, Bizarro se hace amigo de una niña ciega, y pierde toda esperanza cuando se da cuenta de que la niña no lo rechazó ni huyó porque era ciega. Superboy finalmente se ve obligado a "matar" al clon "menos que perfecto", utilizando los restos de la máquina duplicadora, que actúa como kryptonita azul (en oposición a kryptonita verde, debilidad de Superboy) en la copia. Todo el negocio resultó ser inesperadamente fácil ya que Bizarro se destruyó deliberadamente al colisionar con el fragmento de la máquina duplicadora. La explosión subsiguiente restaura milagrosamente la vista de Melissa.

#### Bizarro #1
Años después, el archienemigo de Superman, Lex Luthor, recrea el "rayo de duplicación" y lo usa en el héroe, con la esperanza de controlar el duplicado. El Bizarro que se crea, sin embargo, está confundido, diciendo: "¡Yo no soy humano ... no soy criatura ... ni siquiera animal! ¡Infeliz! ¡No pertenezco al mundo de personas vivas! No sé diferencia entre el bien y el mal - el bien y el mal! Luthor es arrestado por Bizarro por recrearlo, pero se olvida cuando Bizarro intenta emular a Superman, causando estragos en la ciudad de Metrópolis y casi exponiendo la identidad secreta de Superman como Clark Kent. Cuando Bizarro se enamora de la reportera Lois Lane, ella utiliza el rayo de duplicación sobre sí misma para crear una "Bizarro Lois", que se siente atraída instantáneamente por Bizarro. Los Bizarros dejan la Tierra juntos, decididos a encontrar un hogar donde puedan ser ellos mismos.
Superman se encuentra con la pareja una vez más y descubre que Bizarro, ahora llamado Bizarro #1, ha usado una versión del rayo de duplicación para crear un mundo completo de Bizarros, que ahora residen en un planeta en forma de cubo llamado "Arreit" (Tierra escrito al revés). Bizarro #1 y Bizarro-Lois #1 también dan a luz a un niño que, aunque tiene superpoderes, parece ser totalmente humano. Considerado un bicho raro según los estándares de Bizarro (debido al resentimiento por la forma en que los humanos de la Tierra lo trataron, Bizarro # 1 hizo una ley de que deben actuar de manera opuesta a los humanos, causando un sinfín de locura), el niño es el catalizador de un breve guerra entre Arreit y Tierra. La kryptonita azul también se inventa durante esta guerra, así como la existencia temporal de Bizarro-Supergirl. Bizarro también tiene una serie de aventuras en Arreit, ayudando a un Jimmy Olsen normal cuando accidentalmente queda atrapado allí, y deteniendo la versión Bizarro de Titano el Super-Simio.
La influencia de Bizarro también se siente en la Tierra: Jimmy Olsen se convierte inadvertidamente en un Bizarro por un tiempo, y una nueva versión adolescente de Bizarro viaja al siglo 30 e intenta unirse a la Legión de Super-Héroes. Cuando es rechazado por la Legión, el adolescente Bizarro crea su propia versión Bizarro de la Legión, que Superboy finalmente lo convence de disolver.
Cuando Bizarro se encuentra con Superman una vez más, sus poderes ahora son opuestos a los de Superman (como congelar la visión en lugar de calentar la visión y calentar el aliento en lugar de congelar el aliento), e intenta secuestrar a Lois Lane. Bizarro también se une temporalmente a la Sociedad Secreta de Supervillanos para luchar contra la Liga de la Justicia de América y el Capitán Cometa.
Bizarro aparece en el guion de Alan Moore "¿Qué pasó con el hombre del mañana?", en Superman # 423 (septiembre de 1986). Bizarro se vuelve loco y destruye el Mundo Bizarro y todos sus habitantes, luego viaja a Metrópolis y causa estragos antes de suicidarse abruptamente. Esta y muchas otras muertes resultan ser maquinaciones de Mister Mxyzptlk, quien se había vuelto malvado y comenzó un alboroto de crimen. Superman no puede deshacer las muertes, pero mata a Mxyzptlk y luego usa kryptonita dorada en sí mismo.
La última aparición de Bizarro antes de la crisis fue en DC Comics Presents # 97 (septiembre de 1986), que también fue el último número de esa serie. Después de recibir el poder de un hechicero horriblemente desfigurado de la Zona Fantasma, el Sr. Mxyzptlk destruye Zrfff y luego hace que el Mundo Bizarro implosione, matando a todos sus habitantes. La cabeza cortada de Bizarro choca contra el escritorio de Clark Kent y se dirige a Clark Kent antes de que termine su vida simulada. Bizarro no aparece en Crisis on Infinite Earths, aparentemente debido a los eventos de esta historia.
Esta historia contradice directamente una historia de World's Finest donde se revela que en algún momento en el futuro, Arreit se transforma en un mundo más normal (en forma de huevo en lugar de cúbico) por la radiación de un cuerpo celeste que explota. Los Bizarros se transforman en personas normales sin poderes, pero aún conservan vestigios de sus leyes Bizarro (cortinas colgadas fuera de las ventanas de una casa, etc.).

### Post-Crisis

#### Proyecto Changeling
Después de los eventos de Crisis on Infinite Earths, Lex Luthor ordena a su equipo científico que cree un clon de Superman que fuera parte del "Proyecto Changeling". Partiendo incorrectamente de la suposición de que Superman es un humano con habilidades metahumanas (su origen alienígena aún no se había revelado), el proceso da como resultado una copia defectuosa, a la que Luthor se refiere con desdén como "... esto extraño - Oh, olvídalo", antes de ordenar que se elimine el objeto. El clon sobrevive y, aunque mudo y con una inteligencia limitada y vagos recuerdos de la vida de Clark Kent, intenta imitar a Superman. Secuestra a Lois Lane y finalmente es destruido cuando choca con Superman en el aire. Cada vez que se esforzaba, el clon se desmoronaba ligeramente. Cuando la hermana de Lois Lane, que había quedado ciega en un atentado terrorista, queda expuesta al polvo de Bizarro, recupera la vista. Si bien Superman no esperaba este efecto, especuló que Bizarro escuchó a la hermana explicar su recuperación parcial y pudo haber permitido deliberadamente que lo mataran para curarla.

#### Bizarro II
Un segundo Bizarro, capaz de hablar y pensar mejor debido a la ingeniería genética de Luthor, aparece en una historia secundaria de 5 números en el arco narrativo de la plaga de clones titulado "El mundo de Bizarro" (que comienza en Superman (vol. 2) # 87). Antes de morir, este Bizarro hirió gravemente a la Dra. Sydney Happersen, secuestró a Lois, creó una versión ficticia destartalada de Metrópolis en un almacén (para parodiar el rescate frecuente de Lois por parte de Superman, la expuso deliberadamente y la "rescató" de un peligro letal tras otro), secuestró a Lana Lang, le propuso matrimonio a Lois y finalmente murió en los laboratorios de Luthor. Durante este período, Superman también tuvo que hacer frente a un aumento interminable de sus poderes debido a la exposición a la "kryptonita púrpura" en el clímax de los arcos narrativos de La muerte de Superman y Reinado de los Supermanes.

#### Proyecto Cadmus/S-01
S-01 acuñado como "Bizarre-O" es el primero de los intentos supervisados por Paul Westfield de clonar un nuevo Superman durante la historia "Fall of Metropolis". Conocido como el decimotercer y único éxito del proyecto de Westfield, Superboy fue llamado a Cadmus para discutir la nueva información descubierta sobre su propio origen. Mientras los directores de Cadmus y el Dr. Packard discutían qué salió mal con S-01 y el secreto de Westfield sobre el proyecto, Scrapper, sin saberlo, se apoyó en el panel de control de la cápsula de estasis de S-01, lo que provocó que fuera liberado. Después de liberarse de su cápsula de estasis, S-01 comenzó a deteriorarse rápidamente y su piel adquirió casi de inmediato el tono tiza y la textura rugosa de otros Bizarros.

#### Bizarro de Dabney Donovan
Otro Bizarro es creado usando el proceso de clonación de Lex Luthor, por la esposa separada de Lex Luthor, Contessa Portenza y Dabney Donovan poco después de que Superman recuperó sus poderes normales cuando gastó sus electromagnéticos. Este Bizarro secuestró a la hija pequeña de Lex Luthor y tenía la intención de enviarla en un cohete a otro planeta, emulando el escape de Kal-El de Krypton. Su pila de explosivos y bombas, destinadas a lanzar el cohete, la habría matado a ella, y Superman tuvo que protegerla cuando Bizarro pulsó el interruptor de lanzamiento. Bizarro III, que ya se autodestruía a partir de una trampa explosiva genética codificada en él por su creador, pereció en la explosión.

#### Bizarro de Joker/Bizarro #1
Otra versión de Bizarro posee todas las habilidades de Superman pero con una mentalidad y un método de expresión infantiles. Es creado por el archienemigo de Batman, el Joker, cuando el villano roba los poderes del diablillo de la quinta dimensión, Mister Mxyzptlk. Al crear una versión retorcida de la Tierra llamada "Jokerworld", un cubo perfecto con la imagen del Joker en cada faceta, el villano designa a Bizarro como el héroe más grande del planeta y líder de una "JLA" reinventada (la "Liga de la Anarquía del Joker"). Cuando Mxyzptlk recupera sus poderes, el diablillo permite que Bizarro y varios otros seres permanezcan en la Tierra restaurada.
Bizarro sufre un revés cuando es capturado por el dictador de Pokolistanian, el General Zod. Zod golpea y tortura a Bizarro, simplemente porque la criatura se parece a Superman. El héroe rescata a Bizarro y, para ayudarlo a adaptarse a la Tierra normal, reconstruye el "Cementerio de la Soledad" de Bizarro (lo opuesto a la Fortaleza de la Soledad de Superman).
Durante la historia de Crisis infinita, Bizarro es engañado para unirse a la Sociedad Secreta de Súper Villanos reformada por Zoom, el enemigo de Flash. En una batalla con los Combatientes de la Libertad, Bizarro mata accidentalmente a la Bomba Humana, golpeando repetidamente al héroe para ver los destellos de luz que se producen a partir de la energía cinética de los golpes.
Bizarro se involucra cuando los criminales kryptonianos, liderados por el General Zod, escapan a la Tierra. Con el deseo de crear un hogar para sí mismo, Bizarro viaja al espacio profundo a un sistema solar ocupado por un sol azul. Después de crear un planeta en forma de cubo, lleno de versiones distorsionadas de varios edificios y lugares de la Tierra, Bizarro todavía se siente solo. El sol azul, sin embargo, le da a Bizarro una nueva habilidad llamada "Bizarro Visión", que le permite crear nuevos Bizarros. Cuando esto falla, Bizarro secuestra a Jonathan Kent, el padre adoptivo de Superman en la Tierra. Superman rescata a su padre y ayuda a Bizarro a convertirse en el mayor héroe de su mundo.
Bizarro finalmente aparece en el planeta Throneworld, se hace amigo y ayuda al héroe de la Tierra Adam Strange y sus aliados, el Príncipe Gavyn, el Capitán Cometa y Weird. Juntos participan en la guerra entre los mundos alienígenas Rann y Thanagar, y contra los villanos Lady Styx y Synnar. Bizarro finalmente visita la tumba de un fallecido Jonathan Kent, y luego es enviado (por kryptonianos deshonestos) con otros enemigos de Superman a la prisión interdimensional, la Zona Fantasma.
Bizarro tiene una serie de encuentros con el ex aliado de la Sociedad Secreta, Solomon Grundy, y durante los eventos de Blackest Night, Bizarro se enfrenta a la versión Black Lantern de Grundy. Bizarro destruye a Grundy llevándolo al corazón del Sol.
Más tarde, mientras investigan un objeto que choca contra un parque de Metrópolis y deja un enorme cráter cristalizado en su centro, Dra. Luz y Gangbuster descubren una criatura parecida a Bizarro que se parece a Supergirl. La Bizarro Supergirl toma a los héroes como rehenes, pero es derrotada en la batalla por la verdadera Supergirl. Se revela que Bizarro Supergirl es una refugiada del Mundo Bizarro en forma de cubo, y su prima la envió a la Tierra después de que su planeta fuera atacado por un ser conocido como Godship. La Dra. Luz intenta llevar a Bizarro Supergirl a S.T.A.R. Labs, solo para que Supergirl la deje inconsciente violentamente, quien luego se fuga con su doppelgänger y su nave, con la esperanza de detener a Godship y salvar Mundo Bizarro. Después de llevar a Bizarro Supergirl de regreso al Mundo Bizarro, Bizarro Superman se reúne con Bizarro Supergirl.

### The New 52
En 2011, The New 52 reinició el Universo DC. Dos versiones de Bizarro aparecen por primera vez en el evento Forever Evil.

#### Sujeto A-0
Hace cinco años, Lex Luthor, con la intención de crear su ejército personal de supermanes, intentó empalmar el ADN de Superman con ADN humano y lo inyectó en un sujeto de prueba adolescente llamado Bobby. En cambio, se transforma en un enorme monstruo de piel blanca con visión criónica, aliento incendiario e inmunidad a la kryptonita, que está etiquetada como "Sujeto A-0". Deduciendo su debilidad, Luthor lo golpea con radiación solar concentrada que sobresatura sus células y lo mata. Luego, Luthor toma muestras de la criatura para continuar con su experimento y decide clonar un cuerpo puramente kryptoniano. Cinco años después, se muestra una cápsula con la etiqueta B-0.

#### Sujeto B-0
Después de que el Sindicato del Crimen se apodera del mundo, Luthor libera al Sujeto B-0, aunque su transformación está solo a la mitad. Cuando mata a un guardia de seguridad llamado Otis por orden de Luthor, Luthor está complacido y decide usar el clon imperfecto en su plan para acabar con el Sindicato. Más tarde, cuando Luthor y su equipo de villanos pasan por un túnel, se revela que B-0 tiene miedo a la oscuridad. Luthor intenta consolarlo con una historia sobre sus propios miedos, pero finalmente se pregunta si el clon fue una pérdida de tiempo; B-0 luego pronuncia sus primeras palabras, "Bizarro... inténtalo", para sorpresa de Luthor. Aunque inicialmente dudoso, Luthor se encariña verdaderamente con "Bizarro", quien demuestra ser un activo poderoso durante todo el evento.
Durante el enfrentamiento final contra los invasores de Tierra-3, Bizarro lucha contra Mazahs, la versión alternativa del propio Luthor; aunque inicialmente tiene la ventaja, Bizarro es herido de muerte y se deja morir. Luthor intenta desesperadamente arreglarlo, sin éxito, y comparten un triste adiós. Enfurecido por la muerte de Bizarro, Lex Luthor asesina a su contraparte de Tierra-3, vengando a Bizarro. Una vez que termina la batalla, Luthor reinicia el proceso de clonación; cuando uno de sus científicos afirma que debería tomar alrededor de diez años desarrollar completamente un clon kryptoniano perfecto, Luthor lo corrige diciendo que tomará solo cinco años, revelando que realmente tiene la intención de crear una copia perfecta de Bizarro.

### DC Renacimiento
En 2016, DC Comics implementó otro relanzamiento de sus libros llamado DC Rebirth, que restauró su continuidad a una forma muy similar a la anterior a The New 52.
Un clon de Bizarro se encuentra dentro de un tubo en un vagón de tren robado por Máscara Negra en algún momento después del incidente del Sindicato del Crimen de América. Red Hood y Artemis saltan a bordo del vagón del tren para intentar robar un arma, sin esperar que sea un clon de Superman. Bizarro finalmente se une a los forajidos de Red Hood. Durante este tiempo, Bizarro sufre una enfermedad que hace que sus células se deterioren rápidamente. Después de salvar a sus compañeros de equipo en los Forajidos, muere. Lex Luthor toma su cuerpo para intentar resucitarlo, con la condición de que sea propiedad de Lexcorp. Esto da como resultado que Bizarro se vuelva extremadamente inteligente, sorprendiendo a sus compañeros de equipo.
Bizarro y Artemis quedan atrapados brevemente en una dimensión diferente, pero regresan a la Tierra. Bizarro se convierte en el gobernante del infierno después de matar a Trigon y planea ser el gobernante del Infierno para asegurarse de que la Tierra no esté en peligro antes de despedirse de Jason Todd y Artemis.

## Poderes y habilidades
Bizarro tiene poderes similares a los poderes de Superman, que incluyen superfuerza, super velocidad, invulnerabilidad y volar. En el Bizarro de la pre-Crisis las habilidades son las mismas que Superman hasta que fue alcanzado por un meteorito que revocó sus poderes: el aliento de llama, visión congelante, la visión microscópica que disminuye el tamaño de las cosas, visión de rayos X que sólo podía ver a través de plomo, etc. La versión más reciente de Bizarro también tiene varias formas invertidas de los poderes como visión de hielo (en contraposición a la visión de calor); aliento de llama (por oposición a las del aliento helado); visión de rayos x que sólo puede ver a través de plomo; visión microscópica que disminuye el tamaño de los objetos; "audiencia de rayos X" y "atención visión". Bajo la luz de un sol azul, Los poderes de Bizarro también se amplifican y posee "Bizarro visión", que crea un duplicado Bizarro del objetivo.
Bizarro se ve debilitado por la kryptonita azul, que le afecta de la misma manera que la kryptonita verde afecta a Superman.

## Versiones alternas de Bizarro
- Bizarro pre-Crisis: Recreado por Psycho-Pirata durante su estadía en el Asilo Arkham, en la historia de Animal Man "Deus Ex Machina".
- Batzarro: Una versión Bizarro de Batman debutó en el World's Finest Comics N.º 156. Jeph Loeb presentó un Bizarro-Batman, Batzarro, en el Universo DC en Superman/Batman N.º 20 (junio de 2005).
- Liga de la Justicia Bizarra: Que aparecen en Action Comics Escape de Mundo Bizarro, los miembros bizarros que aparecen son: Batzarro, Chica Halcón bizarra, Linterna Amarilla, Mujer Maravilla bizarra, Bizarro Flash. Otros Bizarros que aparecen en la historia son un Lex Luthor Bizarro, Doomsday, Joker y Brainiac.
- Match: Un clon de Kon-El, el personaje fue reintroduicido por Geoff Johns como un clon deteriorado parecido a Bizarro en tanto apariencia y voz.
- A. Bizarro: Bizarro un duplicado de un hombre ordinario que se ve como Superman. El personaje se apareció en la miniserie de Steve Gerber y MD Bright.
- Proyecto Cadmus: Creado en un proceso de clonación de Lex Luthor en sus intentos de clonar a Superman. Esto dio lugar a clones de Bizarro: Superboy; Harley Quinn; Supergirl y la Legión de Super-Héroes.
- Lord Havok y los Extremistas: Una versión Bizarro de la Mujer Maravilla, llamado Wonderzarro, se presenta al ser miembro del ejército monarca.[49]

### Representaciones en universos alternos
- Superman Red Son: Lex Luthor crea un clon imperfecto de Superman, como un campeón de los Estados Unidos. La criatura se sacrifica a sí mismo para salvar a Londres de un misil nuclear, diciendo: Hola Yo estar encantado de conoceros, segundos antes de su muerte. Posee malformaciones en su piel, y su traje se parece al del Superman original, salvo que el monograma en el pecho es US (United States).
- El Superman monstruo: La criatura de Viktor Luthor, se asemeja al bizarro original, aunque más adelante su piel se vuelve más blanca.
- LJA: El clavo: Lex luthor descubre la nave abandonada de Kal-El y, tomando ADN que encuentra en ella, crea clones para que sean sus secuaces.
- Zibarro: En el Mundo Bizarro, sólo uno de miles de millones tiene la capacidad de ser un ser humano normal. Este Bizarro introduce a sí mismo como Superman Zibarro. Aunque Zibarro se asemeja a Superman, no tiene aparentemente facultades. Él ayuda a Superman a escapar de Bizarro mundo, desinteresadamente renunciar a su propia oportunidad de hacerlo. Sin embargo, Superman se compromete a regresar a rescatarlo.

## En otros medios

### Televisión

#### Acción en vivo
- En el episodio de la primera temporada "Vatman" de Lois & Clark: Las nuevas aventuras de Superman, Lex Luthor crea un clon de Superman, siendo una adaptación de Bizarro. Él es interpretado por Dean Cain, quien también interpretó a Superman.[50]
- Bizarro aparece en 7 episodios de la serie de TV Superboy que se desarrolló entre 1988 y 1992, interpretado por Barry Meyers. Este Bizarro se parece más al Bizarro original de la edad de plata, en el sentido de que no era verdaderamente malvado, sino que arremetió contra la sociedad considerándolo un fenómeno peligroso (de hecho, Superboy a menudo expresó su renuencia a atacar a su "hermano" como si fueran de poderes similares). Fue creado cuando un rayo duplicador experimental fue sobrecargado durante una tormenta eléctrica y Superboy fue expuesto accidentalmente a ella. Cuando Superboy y el inventor del rayo se quedan sin aliento ante lo que se ha creado, Superboy comenta "Es extraño", a lo que la creación responde "Me Bizarro", cuyo nombre es tan acertado. Bizarro también llevó ropa de civil y la identidad de "Kent Clark" donde Bizarro rápidamente vence a Superboy al frustrar a Luthor. En sus episodios finales, Bizarro fue hecho humano por un proceso experimental que copió las ondas cerebrales de Superboy a su propio cerebro. Después de una extensa cirugía plástica, Bizarro fue totalmente humano, sin superpoderes, y tomó el nombre de Bill Zarro. Pero la transferencia de ondas cerebrales dejó a Superboy en un estado severamente debilitado, y fue capturado por un terrorista llamado Chaos, que tenía la intención de arrojarlo desde lo alto de un rascacielos para matarlo. Bizarro se vio obligado a revertir el proceso para recuperar sus poderes y salvar a Superboy.
- Bizarro aparece en Smallville (2001–2011) interpretado por Tom Welling. Introducida en el episodio "Fantasma", esta versión se presenta como un fantasma del resultado de un experimento kryptoniano que fue encarcelado en la Zona Fantasma hasta que fue lanzado accidentalmente por Clark Kent. La entidad roba una parte del ADN kryptoniano de Clark y se convierte en una versión malvada de él, que posee todas sus fortalezas pero con una versión invertida de su capacidad para absorber energía, su piel adquiere un aspecto fragmentado cuando se expone a la luz solar directa, ya que absorbe la energía de la kryptonita verde. La entidad es derrotada en el episodio "Bizarro", cuando Clark es capaz de atraparlo en el lado soleado de Marte. Regresa en "Géminis" (atribuido por los productores al eclipse solar causado en "Azul" que bloquea la luz solar durante el tiempo suficiente para que el clon se escape), tomando un lugar de Clark encarcelado. Después de hablar con Brainiac para tratar de encontrar una cura para su debilidad a la luz del sol, la kryptonita azul la destruye en el episodio "Persona", la kryptonita azul que sobrecarga a Bizarro del mismo modo que deja a Clark impotente.
- Diferentes versiones de Bizarro aparecen en los programas de televisión ambientados en Arrowverso:
  - La versión de Supergirl de Bizarro (Bizarro-Girl) aparece en Supergirl, interpretadas por Hope Lauren y Melissa Benoist. Una mujer no identificada, conocida solo como "Jane Doe" y apodada "Bizarro" por Cat Grant, es una paciente con trauma cerebral que fue transformada por Lord Technologies en un clon, más o menos, de Supergirl. Aparece por primera vez en el episodio " Blood Bonds " como el proyecto favorito de Maxwell Lord, y luego aparece con un traje similar al de Supergirl, cerca del final del episodio "Strange Visitor From Another Planet". Coge un vehículo de un puente y lo tira, mientras que la verdadera Supergirl (Kara Zor-El) y su hermana adoptiva Alex Danvers mira en su televisor. Su historia y origen se presentan en el episodio 12, titulado "Bizarro".[51][52] Bizarro ataca a Kara en su cita con Adam Foster. Su piel se agrieta y se vuelve de color blanco grisáceo cuando es golpeada por kryptonita[53] por Alex Danvers. Más tarde, secuestra a James Olsen, pero finalmente es detenida por Supergirl y Alex con balas de kryptonita azul. Supergirl lleva a la Bizarro incapacitada al DEO, donde regresa a un estado de coma hasta que puedan encontrar una manera de ayudarla. Esta versión no es un clon, sino que se creó al alterar genéticamente a una mujer permanentemente en coma que se parece mucho a Supergirl e infundirla con el ADN de Supergirl, que fue recogido del brazo roto del Tornado Rojo. Lord usó a un total de siete niñas para el experimento, el resto probablemente se descartaron como fracasos.
  - También se alude a Bizarro en el evento crossover Arrowverso 2018 Elseworlds, donde en la realidad alterada de John Deegan, un civil se refiere a Superman como Bizarro durante su batalla con Deegan.
  - Bizarro es interpretado por Tyler Hoechlin mientras que su apariencia blindada fue interpretada por Daniel Cudmore en la segunda temporada de Superman & Lois. Se le ve por primera vez en "The Ties That Bind" como una figura misteriosa, que inmediatamente ataca a los trabajadores presentes dentro de Shuster Mines. De alguna manera está conectado con las visiones de Superman y es responsable de sus arrebatos de ira. Cuando es liberado en "The Thing in the Mines", aparece encerrado en un traje de metal. Continúa atacando a los soldados allí hasta que es atacado por Superman y John Henry Irons. Solo se retiró cuando sufrió las mismas visiones dolorosas que tuvo Superman. En la Fortaleza de la Soledad, la figura se revela como una versión pálida y con cicatrices de Superman; su traje andrajoso tiene una imagen especular de la cresta de Superman.

#### Animación
- Bizarro aparece en Challenge of the Super Friends (1978), con la voz de William Callaway. Aparece como miembro de la Legión del Mal.
- Bizarro aparece en Super Friends (1980–1982), expresado nuevamente por William Callway. Apareció como villano solitario en los episodios "The Revenge of Bizarro" y "Bizarowurld" (ambos en 1981). Además, tuvo un papel silencioso en "The Revenge of Doom", donde la Legión de Doom se ha vuelto a reunir.
- Bizarro aparece en el episodio "The Bizarro Super Powers Team" (1985) de The Super Powers Team: Galactic Guardians (1985–1986) con la voz de Danny Dark. Este Bizarro reside en Bizarro World y fue referido como Bizarro # 1. Viaja a la Tierra, donde usa una pistola de rayos en su poder para crear versiones Bizarro de Wonder Woman, Firestorm y Cyborg que Míster Mxyzptlk aprovecha. Bizarro # 1 más tarde crea accidentalmente una versión Bizarro de Míster Mxyzptlk.
- Bizarro aparece en Superman: The Animated Series (1996–2000), con la voz de Tim Daly. Lex Luthor crea un clon fallido de Superman que se parece a la versión original de la Edad de Plata en apariencia y manera.
- Bizarro aparece en Justice League Unlimited (2004-2006), con la voz de George Newbern. Aparece en "Ultimátum" ayudando a Giganta en un intento por provocar que una fuga de prisión solo sea derrotada por Wonder Woman y Longshadow, miembro de los Ultimen. En la temporada final, Bizarro aparece como miembro de la Sociedad Secreta ampliada de Gorilla Grodd.
- Bizarro aparece en DC Nation Shorts (2012–2014) como parte del corto "Bizarro" de Tales of Metropolis, con la voz de David Kaye.
- Bizarro aparece en el episodio de Justice League Action "Booray for Bizarro", expresado nuevamente por Travis Willingham. Su historia de haber sido clonado sin éxito por Superman por alguien ha sido mencionada. Al querer unirse a la Liga de la Justicia, se muestra que Bizarro llevó a la Mujer Maravilla a una "cita" a un campo de minigolf donde su golpe contra la pelota de golf causó daños al campo de minigolf. Cuando Amazo atacó la Atalaya de la Liga de la Justicia, Bizarro siguió a la Mujer Maravilla a la Atalaya de la Liga de la Justicia para ayudar. Después de que la Mujer Maravilla se quede atrapada por Amazo, Bizarro vuela para obtener al "hombre más inteligente de la galaxia", que resulta ser Space Cabbie. Mientras Space Cabbie lucha por liberar a los miembros cautivos de la Liga de la Justicia para que puedan cancelar el mensaje que atraería a los demás miembros de la Liga de la Justicia a una trampa, Bizarro lucha contra Amazo, donde su estilo de vida hacia atrás sobrecarga a Amazo. Luego, cuando Bizarro quería unirse a la Liga de la Justicia, Batman establece una condición para unirse que haría que Bizarro haga lo contrario al abandonar la Atalaya de la Liga de la Justicia.
- Una contraparte Bizarro de Supergirl aparece en el episodio de DC Super Hero Girls, "#TheGoodTheBadAndTheBizarre", con la voz de Nicole Sullivan. La Bizarro Supergirl llega a la Tierra con la esperanza de demostrar ser una mejor villana que la versión de Superman de su mundo, destruyendo la reputación de Supergirl en el proceso mientras se revela que es responsable de un incidente que hizo que Kara fuera expulsada de su escuela secundaria anterior.

### Película
- Según el comentario del escritor Mark Rosenthal sobre Superman IV: La búsqueda de la paz, publicado en el DVD de 2006, hay aproximadamente cuarenta y cinco minutos de escenas eliminadas de la película que no han sido vistas por el público en general. Las escenas de corte presentaban una versión diferente de Nuclear Man (interpretado por Clive Mantle) que involucra a Superman en la batalla fuera del Metro Club y que es destruido por el Hombre de Acero.[54] Esta versión de Nuclear Man se parecía en apariencia, y significativamente en personalidad, a Bizarro.[55]
- En 2007, el director de cine Bryan Singer informó que quería usar a Bizarro, junto con Brainiac, como antagonista en la película Superman: The Man of Steel, la secuela de Superman Returns.
- Bizarro aparece en JLA Adventures: Trapped In Time (2014), con la voz de Michael Donovan. Aparece como miembro de la Legión del Mal. Bizarro, Toyman y Cheetah, y Solomon Grundy regresan en el tiempo a Smallville para enviar al bebé Kal-El de regreso al espacio para evitar que se convierta en Superman. Están frustrados por Cyborg, Aquaman y Flash.
- Bizarro aparece en Lego DC Comics Super Heroes: Justice League vs. Bizarro League (2015), con la voz de Nolan North. En lugar de su papel habitual como antagonista, Bizarro se presenta como un klutz bien intencionado desesperado para ayudar a Superman a cuidar de Metrópolis. Su origen se explica cuando Lex Luthor golpeó a Superman con un rayo duplicador para crear un clon que pudiera controlar. Para evitar que Bizarro cause más destrucción, Superman lo lleva a un planeta extraño que él llama "Mundo Bizarro", donde Bizarro defiende cristales amarillos con caras talladas en ellos. Cuando Darkseid comienza a recoger los cristales amarillos, regresa a la Tierra y roba el Rayo Duplicador que usa para crear versiones Bizarro de Wonder Woman, Batman, Cyborg y Guy Gardner llamaron Bizarra, Batzarro, Cyzarro y Greenzarro. Bizarro más tarde creó una bomba de kryptonita para ayudar a salvar a Mundo Bizarro. Después de darse cuenta de sus intenciones, la Liga de la Justicia y la Liga Bizarro se unen para derrotar a Darkseid y salvar a Mundo Bizarro.
- Un clon de Superman creado por Lex Luthor con características de Bizarro aparece en Superman (2025) bajo las identidades de Ultraman y el Martillo de Boravia.

La versión malvada de Superman, vista en acción viva, en la película de Superman III, del año 1983, se basó en Bizarro.

### Videojuegos
- Bizarro aparece en Superman (1999).
- Bizarro aparece en Superman: The Man of Steel (2002).
- Bizarro aparece como un personaje jugable en Superman Returns (2006) con la voz de John DiMaggio.
- Bizarro aparece en DC Universe Online (2011) con la voz de Joe Mandia.
- Bizarro aparece como un personaje extra en Lego Batman 2: DC Super Heroes (2012) con la voz de Travis Willingham.
- Bizarro aparece como una tarjeta de apoyo en Injustice: Gods Among Us (2013).
- Bizarro aparece a través de DLC como un personaje jugable en Lego Batman 3: Beyond Gotham, con la voz de Nolan North. Su mapa DLC hace que Bizarro lidere a la Liga de la Justicia de Bizarro para salvar a los "ciudadanos" de Bizarro World de las fuerzas de Darkseid.
- Bizarro aparece en Injustice 2 (2017), con la voz de Patrick Seitz. Aparece como un personaje jugable, a través de un skin principal para Superman. Mientras que Bizarro básicamente tiene el mismo conjunto de movimientos que Superman, se alternan ciertas habilidades, como que Heat Vision se reemplaza con Cold Vision y Heat Breath reemplaza a la congelación de Superman. Además, en las animaciones de introducción antes de la batalla, las esposas que lleva tienen una pieza de Kryptonita azul en lugar de la Kryptonita verde que aparece en la versión de Superman de dicha introducción, aunque Bizarro puede romper las esposas al igual que Superman.
- Bizarro aparece como un personaje jugable en Lego DC Super-Villains, con la voz de Nolan North.

### Misceláneo
- Warner Bros. Consumer Products colaboró con Livobooks para producir la primera aplicación de Superman y Bizarro Save the Planet" Cómic de movimiento interactivo de Superman en iOS y Android.
- Bizarro es el nombre de una montaña rusa de acero en Six Flags Great Adventure.
- En "The Bizarro Jerry", el episodio 137 de la comedia de televisión estadounidense Seinfeld. El título y la trama hacen referencia a los conceptos de Bizarro (el polo opuesto de Superman) y Bizarro-Tierra. Jerry llama al novio Kevin y sus conocidos, las contrapartes "Bizarro" de Elaine que exhiben una conducta amable y considerada como lo opuesto a Jerry, Kramer, George y Newman.
- En The Sandman: Un juego de ti de Neil Gaiman, nos enteramos de la existencia de un cómic en el universo que ofrece 'Weirdzos' como una analogía a Bizarros. "Weirdzo # 1" se describe como hablando y pareciéndose mucho a Bizarro y hace referencia a los eventos en los cómics de Bizarro. Si bien el coco serie fue publicada por Vértigo pie de imprenta DC Comics, editores eran reacios a permitir a los personajes relacionados con Superman para ser presentado en la línea Vértigo más adultos con temas.